# Christian Poulsen
|  | Aquest article tracta sobre el futbolista. Vegeu-ne altres significats a «Christian Poulsen (jugador d'escacs)». |

Christian Poulsen (danès: Christian Bager Poulsen)  (Asnæs, 28 de febrer de 1980) és un futbolista danès que jugava com a migcampista. Va començar la seva carrera a Holbæk B&I i després va jugar successivament a FC Copenhaguen, Schalke 04, Sevilla, Juventus FC, Liverpool, Thonon Evian, Ajax i de nou FC Copenhaguen. Poulsen va ser un jugador internacional de l'Selecció de futbol danesa del 2001 al 2012, amb la qual va jugar noranta-dos partits i va marcar sis gols. El 29 de desembre de 2016, es va anunciar que Poulsen posava fi a la seva carrera futbolística.